# Nestor (gruppo musicale)
Nestor è un gruppo musicale svedese formatosi nel 1989. È costituito dal cantante Tobias Gustavsson, e dai musicisti Jonny Wemmenstedt, Marcus Åblad, Martin Frejinger e Mattias Carlsson.

## Storia del gruppo
Il gruppo, originario di Falköping, nacque nel 1989 su iniziativa del cantante Tobias Gustavsson e del chitarrista Jonny Wemmenstedt, a cui si unirono successivamente il tastierista Martin Frejinger, il batterista Mattias Carlsson e infine il bassista Marcus Åblad. Con questa formazione, ancora adolescenti, iniziarono a farsi conoscere a livello locale; nel 1993 parteciparono al concorso nazionale Musik Direkt per gruppi coi musicisti dell'età compresa tra i 13 e i 21 anni, vincendolo. Grazie alla vittoria, la band fece un tour in Svezia e registrò il promo Life is; i componenti si trasferirono a Goteborg per registrare l'album d'esordio sotto la guida dei manager di Musik Direkt. L'improvvisa morte di uno dei manager e i ritardi nella produzione dell'album causarono lo scioglimento del gruppo. I pochi brani registrati furono raccolti nell'EP Insane del 1996.
Mentre gli altri componenti si dedicarono a lavori "normali", Gustavsson continuò a lavorare nell'industria musicale, collaborando con numerosi artisti e scrivendo alcune canzoni di successo fra cui Jennie Let Me Love You degli E.M.D., che vinse il Grammis come miglior canzone nel 2009, e Radio di Danny Saucedo. 
Dopo la pandemia di Covid-19, Gustavsson contattò nuovamente i suoi ex-compagni per convincerli a riprendere a suonare insieme. Sotto la guida di Gustavsson il gruppo registrò il proprio disco d'esordio, a cui collaborò anche Samantha Fox in Tomorrow. L'album, intitolato Kids in a Ghost Town, uscì nell'autunno 2021, autoprodotto dall'etichetta di Gustavsson Black Diamond Music, esordendo al 15º posto della Sverigetopplistan, ottenendo anche una candidatura per il Grammis al miglior album hard rock/metal dell'anno.. Nel marzo 2022 hanno firmato un contratto con la Napalm, che qualche mese più tardi pubblica una versione deluxe del disco d'esordio, contenente tre canzoni aggiuntive. A giugno 2022 il gruppo si è esibito sul palco del Sweden Rock Festival aprendo il concerto dei Kiss a Stoccolma.
Nel giugno 2023 la Sveriges Radio ha pubblicato un documentario sui Nestor. A meno di un anno di distanza viene annunciato il secondo LP, dal titolo Teenage Rebel; l'album è uscito il 31 maggio seguente ed è stato trainato dall'estratto Victorious. Esso ha fatto l'entrata all'interno della top 20 nazionale ed è apparso nella Schweizer Hitparade, ottenendo risultati migliori nella Deutsche Albumchart (12º posto) e nella Ö3 Austria Top 40 (15º). Teenage Rebel, promosso dall'omonima tournée, ha anche fatto guadagnare alla formazione una seconda candidatura nella categoria hard rock/metal dell'anno all'equivalente svedese dei Grammy.

## Formazione
- Tobias Gustavsson – voce
- Jonny Wemmenstedt – chitarra
- Marcus Åblad – basso
- Martin Frejinger – tastiere
- Mattias Carlsson – batteria

## Discografia

### Album in studio
- 2021 – Kids in a Ghost Town
- 2024 – Teenage Rebel

### Singoli
- 2021 – On the Run
- 2021 – 1989
- 2021 – Tomorrow (feat. Samantha Fox)
- 2022 – Signed in Blood
- 2024 – Victorious
- 2024 – Caroline
- 2024 – Teenage Rebel

## Tournée
- 2024 – The Teenage Rebel Tour 2024